# Chicharrón
Il chicharrón è un piatto che si ottiene friggendo la cotica del maiale.
Allo stesso modo si possono produrre piatti simili a base di altre carni (bovini o ovini), benché in generale siano considerati di qualità inferiore.
La parola chicharrón si è estesa a tutti i paesi di lingua spagnola, riferendosi a differenti forme di condimento o cucina del maiale.